# افي بيرتز
افي بيرتز (بالعبرية: אבי פרץ‏) هو لاعب كرة قدم إسرائيلي في مركز حراسة المرمى، ولد في 2 سبتمبر 1971 في بات يام في إسرائيل. لعب مع بيتار القدس ومكابي حيفا ومكابي نتانيا ونادي هبوعيل بئر السبع وهبوعيل حيفا.